# Synagoge (Dettwiller)

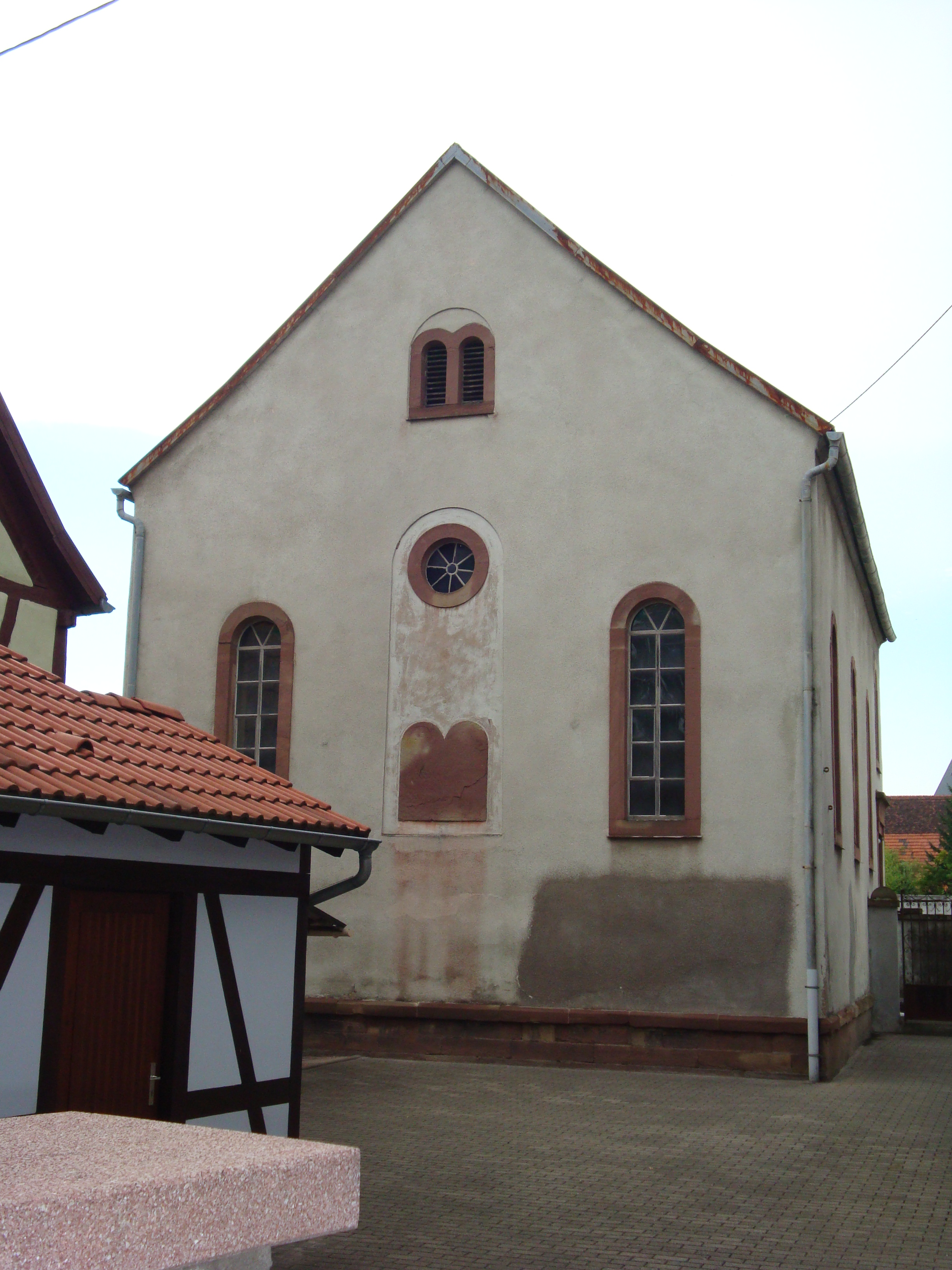
Synagoge in Dettwiller, 2008

Die Synagoge in Dettwiller, einer französischen Gemeinde im Département Bas-Rhin in der historischen Region Elsass, ist eine Synagoge, die heute nicht mehr für Gottesdienste genutzt wird. Sie befindet sich in der Rue de l'école/Ecke Rue du Général Leclerc.

## Geschichte
Die jüdische Gemeinde Dettwiller besaß bereits im 18. Jahrhundert eine Synagoge, die baufällig geworden war. Die neu erbaute Synagoge auf dem gleichen Grundstück konnte 1851 eingeweiht werden, sie wurde auch mit finanzieller Unterstützung der politischen Gemeinde errichtet. Die Pläne entwarf der kommunale Baumeister Maestlé aus Saverne.
Der 13-mal 9 Meter große Bau besitzt im Keller ein rituelles Bad (Mikwe). Die Frauenempore wurde während des Zweiten Weltkriegs zerstört und das Gebäude schwer verwüstet.
Charakteristisch für den damaligen Zeitgeschmack sind die Rundbogenfenster, der Okulus und das Zwillingsfenster am Giebel. Die Synagoge wird seit 1960 nicht mehr für Gottesdienste genutzt.